# Jesse James e Billy Kid
Jesse James e Billy Kid è un singolo del gruppo musicale italiano Baustelle, pubblicato il 25 maggio 2018 come secondo estratto dal loro ottavo album in studio L'amore e la violenza - Vol. 2.

## Il brano
A proposito della canzone, Francesco Bianconi, leader dei Baustelle, ha dichiarato:
(Francesco Bianconi)

## Tracce
- Download digitale

1. Jesse James e Billy Kid – 3:59

## Video musicale
Il videoclip della canzone è stato pubblicato il 25 maggio 2018 sul canale YouTube della Warner Music Italy, ed è diretto da Jacopo Farina.